# Автомагістраль A20 (Литва)
Автомагістраль A20 — магістральна дорога в Литві. Утворює північну та західну об’їзну дорогу міста Укмерге, з’єднує шосе A6 на північному сході та південному заході цього міста та є частиною Європейського маршруту 262. Протяжність майже 7.7 км.
Дорога спочатку була створена містом Укмерге, а в 2014 році була модернізована до національного шосе.

## Дивись також
- Транспорт Литви